# Пелейко, Симон Викентьевич
Симон Викентьевич Пелейко вариант Семён Викентьевич Пилейко (1868 — ?) — крестьянин, депутат Государственной думы II созыва от Виленской губернии.

## Биография
Поляк по национальности. Крестьянин Вишневской гмины Ошмянского уезда Виленской губернии. Окончил народное училище. Служил волостным судьей. В момент выборов в Думу беспартийный. Занимался земледелием на участке площадью в 5 десятин, по другим сведениям — в 4 десятины.
6 февраля 1907 года избран в Государственную думу II созыва от съезда уполномоченных от волостей Виленской губернии. Вошёл в состав Польского коло. В думских комиссиях не работал, в прениях с думской трибуны не участвовал.
Дальнейшая судьба и дата смерти неизвестны.

### Архивы
- Российский государственный исторический архив. Фонд 1278. Опись 1 (2-й созыв). Дело 321; Дело 571. Лист 3-5.